# Aktiva
Unter Aktiva (Singular Aktivum, von lateinisch agere ‚tätig sein, handeln‘) versteht man die Summe des einem Unternehmen zur Verfügung stehenden Vermögens, das auf der linken Seite einer Bilanz zu finden ist. Sie zeigen, für welche Vermögensgegenstände die Kapitalquellen eines Unternehmens verwendet wurden. Diese Kapitalquellen sind auf der rechten Seite der Bilanz gelistet und bilden die Passiva. 
Die Aktivseite der Bilanz zeigt mithin die Verwendung der finanziellen Mittel bzw. den Besitz des Wirtschaftssubjektes, während die rechte Seite der Bilanz (Passivseite) die Mittelherkunft anzeigt. Von Aktivierung spricht man, wenn ein Bilanzposten auf der Aktivseite verbucht wird. Dabei ist zu unterscheiden, ob die Aktiva einer Aktivierungspflicht, einem Aktivierungswahlrecht oder einem Aktivierungsverbot unterliegen. 
Die Buchhaltung führt die Endbestände der Aktiv- und Passivkonten zusammen, die Gegenüberstellung der Aktiva mit den Passiva zu einer kontenmäßigen Einheit heißt Bilanz. Hierin sind die Summen der Aktiva und der Passiva (Bilanzsumme) formal identisch, dies ist ein wesentliches Merkmal der Bilanz. Der so gefasste Bilanzbegriff unterscheidet sich vom Kontobegriff nur darin, dass man beim Konto von Soll und Haben spricht.
Die drei Bilanzprinzipien der Bilanzwahrheit, Bilanzklarheit und Bilanzkontinuität gelten sowohl für Aktiv- als auch Passivseite. Aus Gründen des Vorsichtsprinzips und des damit einhergehenden Gläubigerschutzes können bestimmte Teile der Aktiva (insbesondere Anlagevermögen, Roh-, Hilfs- und Betriebsstoffe und Forderungen) im Rahmen des Niederstwertprinzips unterbewertet werden, Passiva können hingegen überbewertet werden. Unterbewertung bedeutet, dass den Vermögensgegenständen im Rahmen des Niederstwertprinzips und der vernünftigen kaufmännischen Beurteilung ein niedrigerer Bilanzwert beigemessen werden darf als es dem tatsächlichen Zeitwert entspricht. Hiermit soll den Vermögensrisiken angemessen Rechnung getragen werden, die in der Gefahr eines ganzen oder teilweisen Wertverlustes einzelner Vermögensgegenstände bestehen.

## Unterteilung der Aktiva
Der Begriff Aktivseite ist ein bestimmter Rechtsbegriff, der im Gliederungsschema des § 266 Abs. 2 HGB erwähnt wird. Danach besteht die Aktivseite auf der ersten Gliederungsebene abschließend aus Anlagevermögen, Umlaufvermögen, aktiven Rechnungsabgrenzungsposten, aktiven latenten Steuern und dem aktiven Unterschiedsbetrag aus der Vermögensverrechnung. Bei den Vermögensgegenständen unterscheidet man zwischen materiellem und immateriellem Anlagevermögen. Die Verbindlichkeit dieser Gliederungspunkte und der festgelegten weiteren Unterteilung letzterer richtet sich gemäß § 266 Abs. 1 und 2, § 267 und § 247a HGB nach bestimmten Kriterien, wie z. B. der Rechtsform oder der Größenklasse des bilanzierenden Unternehmens.
| Aktivseite (Mittelverwendung) |
| --- |
| - Anlagevermögen - Umlaufvermögen - Rechnungsabgrenzungsposten - Aktive latente Steuern - Aktiver Unterschiedsbetrag aus der Vermögensverrechnung |

### Anlagevermögen
Im Anlagevermögen sind gemäß § 247 Abs. 2 HGB nur die Gegenstände auszuweisen, die bestimmt sind, dauernd dem Geschäftsbetrieb zu dienen. Das Anlagevermögen beinhaltet somit die mittel- und langfristig gebundenen Mittel des Unternehmens. Ebenfalls zum Anlagevermögen gerechnet werden Finanzanlagen mit dauerhaftem Charakter, beispielsweise langfristige Anleihen und Beteiligungen, Ausleihungen oder Anteile an anderen Unternehmen.
Weiterhin umfasst das Anlagevermögen auch immaterielle Vermögensgegenstände. Es handelt sich um solche Vermögensgegenstände, die nicht körperlich fassbar sind. Hierzu zählen entgeltlich erworbene immaterielle Vermögensgegenstände, wie Lizenzen, gewerbliche Schutzrechte und Konzessionen. So zählt in der Medienindustrie das immaterielle Vermögen zu den wichtigsten Elementen der Bilanz, werden hier doch die zukünftig zu erwartenden Erträge aus Film- oder Musikrechten kapitalisiert und aufgeführt. Auch immaterielle Vermögensgegenstände, die nicht entgeltlich erworben wurden, sind dem Anlagevermögen zuzuordnen. Allerdings besteht handelsrechtlich unter den Voraussetzungen des § 248 Abs. 2 HGB lediglich ein Aktivierungswahlrecht für solche selbst geschaffenen immateriellen Vermögensgegenstände; steuerlich besteht gemäß § 5 Abs. 2 EStG sogar ein Aktivierungsverbot. 

### Umlaufvermögen
Das Umlaufvermögen umfasst diejenigen Vermögensgegenstände, die das Unternehmen zur kurzfristigen Verwendung besitzt. Dazu zählen beispielsweise die Kassenbestände, Bankguthaben sowie kurzfristig verfügbare Finanzanlagen. Daneben bilden zum Beispiel auch für die Produktion notwendige Rohstoffe und Vorprodukte sowie kurzfristig verkaufbare Lagerbestände an Fertigprodukten Teile des Umlaufvermögens.

### Rechnungsabgrenzungsposten
Rechnungsabgrenzungsposten dienen dazu, Aufwendungen und Erträge der Periode zuzuordnen, welcher sie wirtschaftlich zugerechnet werden müssen. Als Rechnungsabgrenzungsposten auf der Aktivseite der Bilanz – auch aktive Rechnungsabgrenzungsposten genannt – sind nach § 250 Abs. 1 HGB Ausgaben auszuweisen, die vor dem Bilanzstichtag getätigt wurden, aber erst später einen Aufwand darstellen. Hierzu zählen z. B. im Voraus bezahlte Mieten, die im laufenden Geschäftsjahr gezahlt wurden aber erst im nächsten Geschäftsjahr fällig wären und auch erst dann einen Aufwand darstellen.

### Aktive latente Steuern
Differenzen zwischen handelsrechtlichen und steuerrechtlichen Wertansätzen, die zu einer Steuerentlastung führen und sich in späteren Perioden voraussichtlich auflösen, können gemäß § 274 Abs. 1 Satz 2 HGB als aktive latente Steuern aktiviert werden.

### Aktiver Unterschiedsbetrag aus der Vermögensverrechnung
Als aktiver Unterschiedsbetrag aus der Vermögensverrechnung ist der beizulegende Zeitwert von Vermögensgegenständen abzüglich der entsprechenden Schulden anzusetzen, sofern eine Verrechnung von Vermögensgegenständen und Schulden im Sinne des § 246 Abs. 2 Satz 2 HGB erfolgt und das Ergebnis hieraus positiv ist.

### Weitere Posten
Unter bestimmten Umständen kann oder muss die Aktivseite um weitere Posten ergänzt werden. Gemäß § 265 Abs. 5 HGB können weitere Posten hinzugefügt werden, wenn deren Inhalt nicht von einem anderen, vorgeschriebenen Posten gedeckt ist. Die Gliederung und Bezeichnung der Posten müssen nach § 265 Abs. 6 HGB geändert werden, wenn dies wegen Besonderheiten des Unternehmens zur Aufstellung eines klaren und übersichtlichen Jahresabschlusses notwendig ist. Des Weiteren besteht die Möglichkeit, Bilanzposten unter den Voraussetzungen des § 265 Abs. 7 und 8 HGB zusammenzufassen oder ganz wegzulassen.
Aufwendungen für die Ingangsetzung und Erweiterung des Geschäftsbetriebs, können nach § 67 Abs. 5 Satz 1 EGHGB auch nach dem Bilanzrechtsmodernisierungsgesetz (BilMoG) als Bilanzierungshilfe auf der Aktivseite vor dem Anlagevermögen ausgewiesen werden, wenn diese Bilanzierungshilfe für ein Geschäftsjahr, das vor 2010 begonnen hat, gebildet wurde.

## Bilanzanalyse
Im Rahmen der Vermögensanalyse interessiert sich die Bilanzanalyse für die Zusammensetzung der Aktiva, deren Verhältnis zu anderen Bilanzpositionen und ermittelt betriebswirtschaftliche Kennzahlen, die sich mit der vertikalen Vermögensstruktur der Aktivseite, dem Verhältnis einzelner Aktivpositionen zu den entsprechenden Passivpositionen sowie dem Verhältnis zu den Erträgen befassen. Hierzu gehört insbesondere die Anlagenintensität, die Teile des Gesamtvermögens mit dem Gesamtvermögen in Beziehung setzt. Die horizontale Kapitalstruktur befasst sich mit dem Verhältnis von Aktiv- zu Passivseite einer Bilanz im Rahmen der Anlagendeckung. Die Sachanlagen- und Forderungsbindung ermöglicht Aussagen über das Verhältnis der Sachanlagen bzw. des Forderungsbestands zu den Umsatzerlösen.
Die Aktiva alleine geben wenig Aufschluss über die Liquidität und Ertragsfähigkeit, da nur der Zusammenhang zwischen Kapitalverwendung und Kapitalaufbringung Rückschlüsse auf die Entwicklungen und Zukunftsaussichten des Unternehmens zulässt. Insbesondere gilt als goldene Regel zur Beurteilung der Finanzierung des Anlagevermögens, dass langfristige Investitionen nicht mit kurzfristigem Fremdkapital finanziert werden dürfen. Damit soll vermieden werden, dass die Pflicht zur Rückzahlung des Fremdkapitals bereits vor einer erfolgreichen Nutzung der erworbenen Vermögensgegenstände besteht.
Insbesondere die immateriellen Vermögensgegenstände (IV) sollten detailliert betrachtet werden. Der nicht direkt messbare Wert dieses Vermögens lässt sich nur mit eindeutigen Regeln bilanzieren. Die Regeln sollen klar formuliert, nachvollziehbar sein sowie die Umsetzung des Niederstwertprinzips im Sinne von § 253 Abs. 3 und 4 HGB bezwecken.

## Volkswirtschaftliche Gesamtrechnung
Die volkswirtschaftlichen Gesamtrechnungen „vermitteln ein umfassendes quantitatives Gesamtbild des wirtschaftlichen Geschehens“. Hierbei werden innerhalb der Vermögensrechnung sogenannte Vermögensbilanzen erstellt, deren Aktivseite aus Sach- und Geldvermögen besteht.